# کوسه (مجموعه تلویزیونی آمریکایی)
کوسه(به انگلیسی: Shark) یک مجموعه تلویزیونی درام حقوقی آمریکایی است که توسط ایان بیدرمن ساخته شد و  ابتدا از ٢١ سپتامبر ٢٠٠۶ تا ٢٠ می ٢٠٠٨ از شبکه سی بی اس پخش شد. از جمله بازیگران این سریال میتوان به  جیمز وودز، دانیل پانابیکر، سارا کارتر، کوین آلخاندرو و جوزی دیویس اشاره کرد. در ١٠ می ٢٠٠٨،شبکه سی بی اس اعلام کرد تولید سریال پس از پخش ٢ فصل لغو شده و دیگر به نمایش درنخواهد امد.

## داستان
سریال حول محور زندگی سباستین استارک (وودز)، وکیل مدافع بدنام شهر لس آنجلس می‌چرخد که پس از دفاع موفقیت‌آمیزش از یک زن آزارگر که منجر به مرگ همسرش شده است، از حرفه خود سرخورده می‌شود. پس از یک ماه تلاش برای رسیدگی به وضعیت خود، دادستان منطقه لس آنجلس از او دعوت می کند تا یک مدعی العموم شود تا بتواند استعدادهای غیرمتعارف اما مؤثر خود را در کنار گذاشتن افراد تبهکار به جای بازگرداندن آنها به  سوی جامعه به کار گیرد. رابطه استارک با  مسائلی که در دفتر دادستان منطقه لس آنجلس، با آن دست و پنجه نرم می کند ،کارکنان و خانواده اش ،  داستان سریال را تشکیل می دهد.

## بازیگران و شخصیت ها

### اصلی
- جیمز وودز در نقش معاون دادستان  سباستین استارک، قهرمان سریال و رئیس واحد ویژه نظارت بر شهردار. او در نخست از شغل جدید خود به هیچ وجه  راضی نیست و با همکارانی که با او دریک دفتر کار می کند رابطه دوستانه ای ندارد. اما او نسبتاً سریع به شرایط جدید خود عادت می کند و همچنین به عنوان یک مدعی العموم تقریباً شکست ناپذیر در پرونده های حقوقی مبدل می شود .
- جری رایان در نقش جسیکا دولین، دادستان منطقه و مدیر استارک، در فصل نخست  سریال. در ابتدا، او با استارک به  عنوان دادستان مخالف بود. اما با گذشت  زمان با او کنار امد و توانست تیم حقوقی خوبی با حضور او شکل دهد  با این حال، او همیشه با روش های کاری استارک موافق نیست. در فصل دوم، پس از انتخاب دادستان جدید ، او معاون و عضو تیم استارک ماند .
- دانیل پانابیکر در نقش جولی استارک، دختر سباستین استارک است . از آنجایی که پدر و مادرش از هم جدا شده اند  او در قسمت اول با پدرش  به لس انجلس نقل مکان کرد، زیرا تصمیم گرفت بعد از جلسه حضانت در دادگاه با پدرش بماند، زیرا "او بیش از آنچه که می داند به او نیاز دارد."
- جوزی دیویس در نقش  همسر سابق استارک و مادر جولی او سعی می کند حضانت دخترش را از استارک بگیرد ولی جولی با دیدن اوضاع پدرش نمی تواند او را ترک کند اما او برای داشتن دخترش کنار خود پافشاری می کند.
- سارا کارتر در نقش معاون دادستان که در قسمت اول داوطلبانه به واحد ویژه استارک می پیوندد تا از او شیوه کاری اش را بیاموزد. او بالاترین میزان وکالت پرونده های حقوقی را در کل دفتر دادستانی در دو سال گذشته داشته و مسلماً بهترین وکیل تیم  استارک است.
- سوفینا براون  در نقش تروی  معاون مادلین پو تروی  پرشور، باهوش و سرسخت است و توسط استارک به عنوان وکیلی خبره و درخشان در تیم استخدام شده اما  در اواسط فصل اول، او و استارک، وارد  رابطه با یکدیگر  می شوند.
- ساموئل پیج به عنوان وکیل حقوقی  کیسی وودلند پس از اینکه پدرش با رشوه  این پست را به او داد. او دادستان کل شد . فقط جسیکا دولین از این موضوع با خبر است و در قسمت سوم از او باج‌گیری می‌کند، بنابراین او باید اطلاعاتی در مورد تماس‌های استارک در اختیار او بگذارد.
- کیسی یک وکیل جوان و خوش‌تیپ از خانواده‌ای با نفوذ، او باید ارزش خود را به کسانی که فکر می‌کنند راهش را برای این شغل خریده است، ثابت کند.کیسی با وجود تحقیر مادلین پو با او  در رابطه است. او در پایان فصل اول تیم استارک  را ترک می کند تا خود را وقف مبارزات انتخاباتی پدرش کند.
- الکسیس کروز به عنوان معاون  مارتین آلنده (فصل ١) یک دادستان است. در قسمت یازدهم، او در یک تیراندازی یک دختر را نجات می دهد، اما مورد اصابت گلوله قرار می گیرد و در بیمارستان می میرد.
- هنری سیمونز در نقش آیزاک رایت، محقق دادستانی (مهمان قسمت دوم)؛ اصلی، از قسمت هشتم فصل ١) یک افسر پلیس سابق است که به دلیل شهادت دروغ از کار برکنار شد. او پیشنهاد استارک را برای کار برای او به عنوان بازپرس با تردید زیاد قبول می کند. با گذشت زمان با راینا رابطه برقرار می کند.
- کوین آلخاندرو به عنوان معاون  دنی ریس (فصل ٢) یک دادستان است. او در قسمت اول فصل دوم به این تیم می پیوندد. پیش از این، او در دپارتمان جرایم سازمان‌یافته در لس‌آنجلس کار می‌کرد و در آنجا عمدتاً با باندهای اروپای شرقی کار می‌کرد. او بالاترین میزان محکومیت را در میان همسالان خود در طول کار شش ساله خود داشت. در ابتدا او از استارک متنفر است، اما در ادامه اتفاقاتی رخ می دهد که کدورت ها کنار گذاشته می شود .

### بازیگران مهمان
- کارلوس گومز در نقش مانوئل «مانی» دلگادو سرپرست شهرداری است. در قسمت اول، او استارک را متقاعد می کند که به دادستانی برای ادامه کار خود برود زیرا او شانس زیادی برای  دادستان شدن دارد . با این وجود، او گاهی برای اجرای منافع خود با او مخالفت می کند.
- بیلی کمپبل در نقش وین رابرت کالیسون، یک قاتل سریالی بی رحم،  نویسنده  خلاق و دشمن شخصی استارک در طول فصل اول است . او زنان جوانی که آسیب دیده از نظر روحی هستند  را هدف قرار داده و با بریدن انگشتان آنها را تا حد مرگ شکنجه می کند. پس از تبرئه شدن او، استارک وسواس زیادی پیدا می کند که او را پشت میله های زندان بیندازد.
- شان سیپس در نقش ترور بوید (فصل ٢)، دوست پسر جولی است .
- کوین پولاک در نقش لئو کاتلر (فصل ٢)، دادستان جدید منطقه و در نتیجه مافوق استارک است . او در انتخابات مقابل جسیکا دولین پیروز شده و از آن زمان تا کنون پست خود را حفظ کرده است. استارک و او از ابتدا با هم چندان خوب نیستند و این روند ادامه می یابد  - استارک به قول خودش او را یک " الاغ نالایق" می داند.
- پائولا مارشال در نقش جوردن وست لیک (فصل ٢)، یک دادستان ایالتی جوان  که به استارک کمک می کند وقتی جسیکا مجبور به ترک شهر خود می شود از پدر بیمارش مراقبت کند.

## تاریخچه پخش
این برنامه برای نخستین بار در ساعت ١٠:٠٠ روز ٢٢ سپتامبر ٢٠٠۶ پخش شد در ٢٠ اکتبر ٢٠٠۶، اعلام شد که سی بی اس سریال را برای یک فصل کامل ٢٢ قسمتی که در حال تولید است پخش خواهد کرد. این شبکه در ١۶ می ٢٠٠٧ اعلام کرد که  این سریال  برای فصل دوم شامل ١٨ قسمت بازخواهد گشت، اما به دلیل اعتصاب نویسنده ، این فصل به ١۶ قسمت کاهش یافت.
فصل دوم سریال کوسه با زمان بندی جدید به  ساعت ١٠:٠٠ یکشنبه شب منتقل شد .اما این  جابه‌جایی زمان‌ها باعث شد سریال برادران و خواهران که از شبکه ای بی سی پخش می شد طرفداران بیشتری به سمت خود جذب کند. در کانادا ،نیز شبکه  گلوبال به واسطه زمان پخش نامناسب سریال کوسه از پخش  سریال شبکه ای بی سی استقبال کرد؛ اما مدیران شبکه ان بی سی برای جلوگیری از این موضوع تصمیم گرفتند زمان پخش سریال را تغییر دهند.
این سریال  سه شنبه ٢٩ آوریل ٢٠٠٨ در یک زمان بندی جدید برای پخش چهار قسمت باقی مانده پس از اعتصابات نویسندگان در ساعت ٩:٠٠ به جدول پخش بازگشت . شبکه سی بی اس رسما این سریال را در ١٣ می ٢٠٠٨ به اتمام رساند و خبر از اتمام کلی سریال داد 

## مکان های فیلمبرداری
سریال کوسه بیشتر در داخل و اطراف هالیوود لس آنجلس در کالیفرنیا فیلمبرداری شده است. بسیاری از نقاط دیدنی هالیوود از جمله بلوار هالیوود و تپه های هالیوود را می توان در سریال مشاهده کرد. صحنه‌های بالای پشت بام در هتل روزولت هالیوود ، و نماهای بیرونی و داخلی در هتل وایب ، که هر دو در بلوار هالیوود قرار دارند، فیلم‌برداری شد.

## رتبه بندی ها
| فصل | شکاف زمانی (EDT)                          | فصل برتر       | فصل آخر   | فصل تلویزیون | رتبه | رتبه بندی                      |
| --- | ----------------------------------------- | -------------- | --------- | ------------ | ---- | ------------------------------ |
| ١   | پنجشنبه ساعت ١٠:٠٠ شب                     | ٢١سپتامبر ٢٠٠۶ | ٣ مه ٢٠٠٧ | ٢٠٠۶–٢٠٠٧    | ٢٠   | ٨.٧ (برابر با سریال ۶٠ دقیقه ) |
| ٢   | یکشنبه ساعت ١٠:٠٠ شب سه شنبه ساعت ٩:٠٠ شب | ٢٣سپتامبر ٢٠٠٧ | ٢٠مه ٢٠٠٨ | ٢٠٠٧–٢٠٠٨    | ٣٠   | ٧.٠(برابر با سریال یگان )      |

## رسانه خانگی
| نام دی وی دی | تاریخ انتشار | قسمت # | اطلاعات تکمیلی                                      |
| ------------ | ------------ | ------ | --------------------------------------------------- |
| فصل ١        | ٢ اکتبر ٢٠٠٧ | ٢٢     | ٢ آهنگ تفسیری، ویژگی "ایجاد کوسه"، صحنه های حذف شده |

## سندیکا
سریال کوسه  در اوایل سال ٢٠١٠، در روز یکشنبه ١٠ شب به نمایش سندیکا رفت اما به دلیل عدم استقبال مناسب از سوی تماشاگران بسیار زود حذف شد.

## پخش های بین المللی
کشور  استرالیا  پخش فصل ٢ سریال را در ساعت ١٠ شب پنجشنبه ها از ١٢ نوامبر ٢٠٠٩ در کانال دیجیتالی جدید سون اغاز  کرد.
در بریتانیا ، نیز  سریال کوسه هر روز در ساعت ١١ صبح از شبکه ۵ این کشورپخش  می شد.

## قسمت ها
| شم. کلی | شم. در فصل | عنوان                     | کارگردان         | نویسنده                | تاریخ انتشار اصلی | کد تولید | Viewers (millions) |
| --- | ---------- | ------------------------- | ---------------- | ---------------------- | ----------------- | -------- | ------------------ |
| ١ | ١          | «خلبان»                   | اسپایک لی        | ایان بیدرمن            | ۲۱ سپتامبر ۲۰۰۶   | 1AMK79   | ٧۴.١۴              |
| سباستین استارک پس از یک نتیجه تکان دهنده در یکی از پرونده های خود و یک اتفاق شخصی، تصمیم می گیرد کار خود را به عنوان وکیل مدافع ترک کند. پس از ٣ ماه مبارزه با افسردگی، به او سمت مدیر واحد جنایی لس آنجلس پیشنهاد شده است، اما با تغییر - او باید تیم جدیدی از وکلای بی تجربه را آموزش دهد. اولین مورد آنها زمانی که ترکیبی از عدم آمادگی اولیه و از دست دادن درایو استارک تقریباً آنها را غرق می کند، مشکل ساز است. |            |                           |                  |                        |                   |          |                    |
| ٢ | ٢          | «اداره پلیس لس انجلس»     | راد هولکامب      | ایان بیدرمن            | ۲۸ سپتامبر ۲۰۰۶   | 1AMK01   | ١۴.۶۴              |
| استارک یک پرونده جدید دارد، قتل یک کارآگاه مخفی مواد مخدر توسط یک فروشنده مواد مخدر. او باید با شرکای پلیس کشته شده برخورد کند، که در اعتماد یا کمک به او مردد هستند، زیرا زمانی که وکیل مدافع بود، اغلب از ابزارهای مشکوک برای برائت از موکلان خود استفاده می کرد. |            |                           |                  |                        |                   |          |                    |
| ٣ | ٣          | «دکتر فیلبد»              | جان شوالتر       | کیت ایزنر              | ۵ اکتبر ۲۰۰۶      | 1AMK02   | ١٣.٧۵              |
| یک جراح قلب متهم به قتل همسر گم شده خود شد. این واقعیت که استارک هیچ مدرکی ندارد، او را متوقف نمی کند. او از تیمش می‌خواهد که ابزار خلاقانه‌ای برای به دست آوردن شواهد از خانه دکتر میچل استرلینگ و گرفتن شهادت از پسر هشت ساله‌اش، ایتان، بیابند. |            |                           |                  |                        |                   |          |                    |
| ۴ | ۴          | «روسو»                    | رون لاگو مارسینو | کوین فالز              | ۱۲ اکتبر ۲۰۰۶     | 1AMK03   | ١۴.١۵              |
| زن و شوهری یک خانه ساحلی در مالیبو که از یک بازپرس خصوصی که اسرار تقریباً همه افراد هالیوود - از جمله کوسه - را می داند، اجاره کرده بودند، به ضرب گلوله کشته شدند. پی ای توسط هیئت منصفه بزرگ تحت بررسی است و استارک از این تهدید برای گرفتن اطلاعات از او استفاده می کند. جولی در خانه به مردی کمک می‌کند که او علاقه زیادی به تحقیق در مورد یک مقاله ترم داشته باشد، در حالی که اجازه می‌دهد مطالعات خودش عقب بماند. |            |                           |                  |                        |                   |          |                    |
| ۵ | ۵          | «در چنگال»                | استیون دیپل      | دوون گرگوری            | ۱۹ اکتبر ۲۰۰۶     | 1AMK04   | ١٣.٧١              |
| استارک سه بازیکن فوتبال کالج را متهم به تجاوز به یک دانشجوی دختر در یک خانه ورزشی در دانشگاه تحت تعقیب قرار می دهد. یکی از بازیکنان کوارتربک اصلی تیم است . کوسه به دلیل نبود شواهد کافی مجبور به بستن پرونده می شود. درهمین حین در بازگشت به خانه، جولی به اسارت می‌گوید که او را از مدرسه محروم کرده‌اند، زیرا او را به سرقت ادبی متهم کرده‌اند. |            |                           |                  |                        |                   |          |                    |
| ۶ | ۶          | «پلیس مد»                 | اروین براون      | بیل چیس                | ۲ نوامبر ۲۰۰۶     | 1AMK05   | ١٣.٣١              |
| چهار زن لاتین تبار در آتش‌سوزی یک کارخانه پوشاک کشته می‌شوند و پلیس آن را یک تصادف می‌داند، اما مارتین اطلاعات نادرست را به مطبوعات منتقل می‌کند تا دفتر اسکارت را مجبور به تحقیق کند. سباستین از این بابت خوشحال نیست و می‌گوید که این پرونده نمی‌تواند برنده شود، اما زمانی که متوجه می‌شود رقیبش، الیوت داشر، از شرکت مدی که دفترش دنبال آن است، دفاع می‌کند، به شدت تحریک می‌شود. تحقیقات نشان می‌دهد که این شرکت از فروشگاه‌های عرقیات پشتیبانی می‌کند و ممکن است مسئول آتش‌سوزی باشد. همچنین، جولی دوباره در مدرسه پذیرفته می شود.             |            |                           |                  |                        |                   |          |                    |
| ٧ | ٧          | «دوباره دژاوو»            | راد هولکامب      | مایکل اوتس پالمر       | ۹ نوامبر ۲۰۰۶     | 1AMK06   | ١٣                 |
| پس از ربوده شدن یک دختر ٨ساله از پارک و قتل، استارک معتقد است که این پرونده جدید می تواند به جنایت مشابهی مرتبط باشد که ١۵ سال پیش انجام شده است. در پرونده اول، مظنون اصلی توسط خود استارک دفاع شده بود و توسط جسیکا دولین تحت تعقیب قرار گرفته بود و مرد به قتل محکوم شده بود. در همین حال، مرد جوانی به جولی می گوید که معتقد است پدر مرحومش و مادرش در زمانی که او هنوز با استارک ازدواج کرده بود، رابطه نامشروع داشتند. |            |                           |                  |                        |                   |          |                    |
| ٨ | ٨          | «مثلث عشقی»               | جان شوالتر       | میمی اشمیر             | ۱۶ نوامبر ۲۰۰۶    | 1AMK07   | ١۵                 |
| دختر ١۶ساله سیاهپوست درست پس از ترک یک مهمانی توسط ماشین زیر گرفته و کشته می شود. مدرسه ای که قربانی در آن رفت بیشتر بچه های ثروتمند و سفیدپوست از جمله دختر استارک، جولی است. برای کمک به پرونده، استارک به آیزاک رایت (کارآگاه لاپد از قسمت ٢) نزدیک می شود تا به عنوان یک محقق به تیم ملحق شود. کوسه می ترسد که یک جنگ نژادی بر سر این جنایت شروع شود، اما وقتی تحقیقات تکمیل می شود، داستان کاملاً متفاوتی را نشان می دهد. |            |                           |                  |                        |                   |          |                    |
| ٩ | ٩          | «شماره ای برای مونیکا»    | استیو گومر       | ایان بیدرمن            | ۲۳ نوامبر ۲۰۰۶    | 1AMK08   | ١٢                 |
| یک دستیار دادستان منطقه به همراه یک هوکر گران قیمت در ماشین روسپی کشته می شود. تحقیقات گزارش می‌دهد که قربانی می‌خواسته پرونده‌های مواد مخدر را تحت پیگرد قانونی قرار دهد و نه اختلافات خانگی، و احتمالاً او در تلاش بوده تا یک فروشنده مواد مخدر را که با او رابطه داشته، هدف قرار دهد. در همین حال جولی به رفتن به مرحله بعدی رابطه اش با ادی فکر می کند. |            |                           |                  |                        |                   |          |                    |
| ١٠ | ١٠         | «گناهان مادر»             | رابرت لیبرمن     | یولاندا لارنس          | ۷ دسامبر ۲۰۰۶     | 1AMK09   | ١٣.٩٨              |
| یک فرد اجتماعی متاهل، که یکی از بهترین دوستان جسیکا است، به طور مرگبار به معشوق سابقش تیراندازی می کند اما ادعا می کند که برای دفاع از خود بوده است. همچنین، سباستین پس از اینکه جولی یک شب با دوست پسرش می‌ماند، رفتاری آرام برای توجیه اشتباه جولی به او در پیش می گیرد. |            |                           |                  |                        |                   |          |                    |
| ١١ | ١١         | «خشم خان»                 | کیت وودز         | کیت ایزنر              | ۴ ژانویه ۲۰۰۷     | 1AMK10   | ١۴.۴١              |
| استارک به دنبال یک دلال اسلحه میلیونر می رود که مواد منفجره را برای باندهای لس آنجلس تامین می کند که باعث سه انفجار خودروی بمب گذاری شده و ٩ کشته در طول پنج ماه گذشته شده اند. پلیسی که با دادستان ها کار می کند کار را دشوارتر می کند. و اف‌بی‌آی می‌خواهد این پرونده را در دست بگیرد، اما سباستین اجازه نمی‌دهد زیرا کیسی ربوده شده است و در صورت فرار دلال از کشور ممکن است کشته شود. مارتین هنگام تلاش برای نجات یک دختر کوچک به طرز غم انگیزی می میرد.                                                                                |            |                           |                  |                        |                   |          |                    |
| ١٢ | ١٢         | «دنیای وین»               | کریس میسیانو     | ایان بیدرمن            | ۱۸ ژانویه ۲۰۰۷    | 1AMK11   | ١۵                 |
| به نظر می رسد پرونده جدید سباستین ساده ترین موردی باشد که او می تواند به دست آورد. او یک قاتل زنجیره ای مظنون را تحت تعقیب قرار می دهد که متهم به قتل پنج زن و مجروح کردن شدید یکی از ششمین زن که به اندازه کافی خوش شانس بود از خانه اش فرار کرد. اما قربانی وقتی می‌فهمد که قاتل از او بازجویی خواهد کرد، اجساد پنج قربانی قبلی او در اموال برادرش کشف می‌شود، تمایلی به شهادت ندارد و مظنون - با تحسین و مطالعه حرفه حقوقی استارک - به او تبدیل می‌شود. وکیل مدافع خود با کارت مخصوص نقش اصلی مقصر بودن در مرگ قربانیان را بازی می کند. |            |                           |                  |                        |                   |          |                    |
| ١٣ | ١٣         | «پرورش حیوان خانگی»       | راد هولکامب      | بیل چیس و کوین فالز    | ۱ فوریه ۲۰۰۷      | 1AMK12   | ١۴                 |
| گروه اسکارت درگیر قتل یک میلیاردر سازنده املاک هستند که‌ قبل مرگ در ازدواج با همسر دومش با مشکل مواجه شده است. پسر و همسر میلیاردر هر دو مظنون به قتل عجیب و غریب هستند. |            |                           |                  |                        |                   |          |                    |
| ١۴ | ١۴         | «تب ستارگان»              | آدام دیویدسون    | جیکوب اپستاین          | ۸ فوریه ۲۰۰۷      | 1AMK13   | ١۴.۵               |
| یک هنرپیشه جوان محبوب پس از فرار از مولهالند درایو مد روز کشته می شود و پاپاراتزی هایی که هر حرکت او را دنبال می کنند بلافاصله مشکوک می شوند. با این حال، این ستاره در زندگی خود چیزی بیش از عکاسان آزاردهنده از جمله دعوا با بازیگران زن دیگر و رابطه پنهانی دارد. |            |                           |                  |                        |                   |          |                    |
| ١۵ | ١۵         | «اینجا قاضی می اید»       | استیو گومر       | کن وودراف              | ۱۵ فوریه ۲۰۰۷     | 1AMK14   | ١۵.١۵              |
| نه تنها همسر یک قاضی محبوب و فوق محافظه کار ( تیم ماتیسون ) به قتل رسیده است، همسر عزادار و استارک نیز سابقه ناخوشایندی دارند. استارک به زودی خود را در میانه یک کانون سیاسی دیگر می بیند، زیرا قاضی رازی دارد که زندگی قضایی او را تهدید می کند. |            |                           |                  |                        |                   |          |                    |
| ١۶ | ١۶         | «اعتماد کور کورانه»       | مارکوس سیگا      | دوون گرگوری            | ۲۲ فوریه ۲۰۰۷     | 1AMK15   | ١۴                 |
| استارک زمانی که به درخواست های یک دوست قدیمی (گری کول) پاسخ می دهد که جسد یکی از کارآموزان شرکتش را پیدا کرده است، او کار خود و تیمش را به خطر می اندازد. |            |                           |                  |                        |                   |          |                    |
| ١٧ | ١٧         | «بازگشت»                  | انتونی همینگوی   | تد همفری               | ۲۹ مارس ۲۰۰۷      | 1AMK16   | ١۴.۵               |
| در یک تیراندازی جنجالی، یک جوان سیاه‌پوست سرشناس کشته می‌شود و پسر عموی قاچاقچی او مجروح می‌شود. سباستین یک افسر مجری قانون سیاه پوست و شریک سفیدپوست او را به قتل متهم می کند. |            |                           |                  |                        |                   |          |                    |
| ١٨ | ١٨         | «محاکمه با اتش»           | پل هولاهان       | ایان بیدرمن            | ۵ آوریل ۲۰۰۷      | 1AMK17   | ١۵.١۵              |
| یک قاتل زنجیره ای محکوم به اعدام، و حضار دادگاه توسط مردی مضطرب گروگان گرفته می شوند که قرار است به دلیل سرقتی که ادعا می کند مرتکب نشده است، محکوم شود. |            |                           |                  |                        |                   |          |                    |
| ١٩ | ١٩         | «بدون پورن»               | مارتا کولیج      | کیت ایزنر و میمی اشمیر | ۱۲ آوریل ۲۰۰۷     | 1AMK18   | ١۴.۴٩              |
| سباستین در دادگاه با یک نبرد دشوار روبرو می شود که رئیس یک پناهگاه زنان را برای بردگی آزار و شکنجه می دهد. |            |                           |                  |                        |                   |          |                    |
| ٢٠ | ٢٠         | «سقوط از فیض»             | ترنس اوهارا      | استیو شارلت            | ۱۹ آوریل ۲۰۰۷     | 1AMK19   | ١٢                 |
| سباستین زمانی که پروفسور جوانی را که از بالکن آپارتمان همسرش که دوست پسر فوق‌العاده ثروتمند دانشگاهی اش رانده شده بود، تحت تعقیب قرار می‌دهد، به مقابله با سرپرست حقوقی حیله‌گر و جذاب سابقش می‌رود. |            |                           |                  |                        |                   |          |                    |
| ٢١ | ٢١         | «همراهان تخت عجیب»        | پل هولاهان       | مایکل اوتس پالمر       | ۲۶ آوریل ۲۰۰۷     | 1AMK20   | ١۴.١۴              |
| سباستین باید هیئت منصفه را متقاعد کند که یک آدم ربا به سادگی یک کودک را از دست والدین بدسرپرست نجات نداده است، و در واقع احتمال آدم ربایی بدست والدین انتظار می رود. |            |                           |                  |                        |                   |          |                    |
| ٢٢ | ٢٢         | «جهان وین 2؛ انتقام کوسه» | آدام دیویدسون    | ایان بیدرمن            | ۳ مه ۲۰۰۷         | 1AMK21   | ١٢                 |
| استارک برای سرنگونی قاتل سریالی تبرئه شده بدنام وین رابرت کالیسون به جنگ می رود --- حالا که او با کتابش در مورد شکست دادن استارک در دادگاه قبلی اش به یک نویسنده پرفروش تبدیل شده است، پس از کشف نگران کننده زن جوان دیگری که به قتل رسیده است. . پس از شکست در انتخابات، DA Devlin قصد دارد به مطب خصوصی برود، تا زمانی که استارک به او پیشنهاد دهد. این تیم یک کشف انتقادی در مورد جوانی کالیسون در اوهایو انجام می دهد که منجر به یک پیچ بسیار شگفت انگیز می‌شود                                                                      |            |                           |                  |                        |                   |          |                    |

| شم. کلی | شم. در فصل | عنوان                    | کارگردان      | نویسنده                | تاریخ انتشار اصلی | کد تولید | Viewers (millions) |
| --- | ---------- | ------------------------ | ------------- | ---------------------- | ----------------- | -------- | ------------------ |
| ٢٣ | ١          | «فیلم های گانگستری»      | آدام دیویدسون | ایان بیدرمن            | ۲۳ سپتامبر ۲۰۰۷   | 2AMK01   | ١١                 |
| پس از کشته شدن شاهد اصلی قتل یک مدیر پخش فیلم در یک انفجار اتوبوس، سباستین به همراه دنی ریس (کوین آلخاندرو) از جسیکا برای یافتن یک شاهد جدید و سرنگونی یک اوباش روسی کمک می گیرند. جسیکا باید برای موافقت با ترتیب دادن یک شاهد کلیدی در این ماجرا خود را به خطر بیندازد - او بعداً پیشنهاد شغلی قبلی سباستین را برای پیوستن به تیم به شکل تمام وقت می پذیرد.                                                                                            |            |                          |               |                        |                   |          |                    |
| ٢۴ | ٢          | «اسکیل برای که می چرخد»  | پل هولاهان    | گاردنر استرن           | ۳۰ سپتامبر ۲۰۰۷   | 2AMK02   | ١١                 |
| وقتی اطلاعات جدیدی در مورد قتل نامزد سابق آیزاک به دست می‌آید، سباستین و تیم بدون اینکه به آیزاک بگویند تحقیق خود را آغاز می‌کنند. |            |                          |               |                        |                   |          |                    |
| ٢۵ | ٣          | «چشم بیننده»             | مارکوس سیگا   | تد همفری               | ۷ اکتبر ۲۰۰۷      | 2AMK03   | ١١                 |
| پس از پیدا شدن جسد یک بازیگر زن ٢٢ ساله که از به تازگی جراحی پلاستیک انجام داده است، تیم کار بر روی شناسایی و محکوم کردن قاتل را آغاز می کند. اما تحقیقات منجر به کشف یکی از بدترین نوع استثمار در این حرفه می شود: تیم سباستین کشف می کند که جراح پلاستیک در حال رابطه جنسی با او بوده است. |            |                          |               |                        |                   |          |                    |
| ٢۶ | ۴          | «دکتر لورا»              | کیت وودز      | جیکوب اپستاین          | ۱۴ اکتبر ۲۰۰۷     | 2AMK04   | ١٢                 |
| جسیکا زمانی، که شوهرش به قتل می رسد از دوستش، پزشک متخصص، لورا فیلدزدر می خواهد دستکاری اندکی در پرونده قتل شوهرش بکند و به نفع او در دادگاه شهادت بدهد ، اما حالا لورا با شکایت در دادگاه از جسیکا او را درون بحرانی جدید قرار می دهد . هنگامی که در دادگاه با هم روبه‌رو می‌شوند، لورا جسیکا را متهم می‌کند که او را تحت فشار قرار داده است تا شهادت دروغ بدهد و مدارک را برای به دست آوردن محکومیت در زمانی که جسیکا در تیم استارک بود، گرد آوری کرده . |            |                          |               |                        |                   |          |                    |
| ٢٧ | ۵          | «هیئت دانشجویی»          | سیث مان       | ایان بیدرمن و بی چیس   | ۲۱ اکتبر ۲۰۰۷     | 2AMK05   | ١١                 |
| جست‌وجوی بمب‌گذار در محوطه مدرسه و قاتل یک دانشجوی جوان مهندسی شیمی منتهی به این می‌شود که نامه‌های جنایت‌آمیزی درباره انتقام گرفتن از همسالان خود ارسال می‌کند. هنگامی که پرونده برای محاکمه آماده می شود، دنی متقاعد می شود که دانش آموز بی گناه است و سباستین را متقاعد می کند که به او اجازه دهد به دنبال مظنون دیگری بگردد. |            |                          |               |                        |                   |          |                    |
| ٢٨ | ۶          | «بدون محدودیت»           | پل مک کرین    | کن وودراف              | ۲۸ اکتبر ۲۰۰۷     | 2AMK06   | ١٠                 |
| پس از خودکشی یک مبارز محبوب، تحقیقات نشان می دهد که او سومین مبارزی در لیگ بوده که خودکشی کرده است و مدیر عامل لیگ به بازیکنان خود هورمون های استروئید می دهد. پس از نتایج تحقیقات، سباستین مدیرعامل را به قتل متهم می کند. |            |                          |               |                        |                   |          |                    |
| ٢٩ | ٧          | «درغیبت»                 | ادام دیویدسون | کیم کلمنتز             | ۴ نوامبر ۲۰۰۷     | 2AMK07   | ١١                 |
| سباستین و دنی به مکزیک سفر می‌کنند تا متهمی را که کشور را ترک کرده بود به خاطر قتل شریک تجاری/معشوقه‌اش دستگیر کنند. |            |                          |               |                        |                   |          |                    |
| ٣٠ | ٨          | «در تلاقی»               | پل هولاهان    | کیت ایزنر              | ۱۱ نوامبر ۲۰۰۷    | 2AMK08   | ١١                 |
| شهردار به سباستین و تیمش فشار می‌آورد تا یک تک‌تیراندازی که چندین روز در آزادراه های شهر اقدام به شلیک کرده و باعث وحشت در بین ساکنان لس آنجلس شده را شناسایی، پیدا کرده و محکوم کنند. |            |                          |               |                        |                   |          |                    |
| ٣١ | ٩          | «احساس سوزش»             | جیمز فراولی   | دوون گرگوری            | ۱۸ نوامبر ۲۰۰۷    | 2AMK09   | ١٢                 |
| تیم سباستین متوجه می شود که قربانی، یک قاتل سریالی که مدت ها به دنبال او بوده اند به قتل رسیده و در محل آتش سوزی رها شده است. آنها برای واکاوی ماجرا به محل آتش سوزی می روند. |            |                          |               |                        |                   |          |                    |
| ٣٢ | ١٠         | «هر نفسی که میکشی»       | دین وایت      | تد همفری               | ۲۵ نوامبر ۲۰۰۷    | 2AMK10   | ١٣                 |
| پنج سال پس از کمک به زندانی کردن یک ستاره تنیس به دلیل چاقوکشی، تعرض و ناامنی برای شهر جسیکا دچار عذاب وجوان می‌شود، وقتی که تنیسور حرفه‌ای چند روز پس از تلاش ناموفق جسیکا برای تأیید محکومیتش در اثر تصادف کشته شد در طول محاکمه مجددش، به‌طور مرگبار به گلوله بسته می‌شود. |            |                          |               |                        |                   |          |                    |
| ٣٣ | ١١         | «شان مردگان»             | ترنس اوهارا   | گری گلسبرگ و کن وودراف | ۹ دسامبر ۲۰۰۷     | 2AMK11   | ١٠                 |
| هنگامی که شان میسون، یکی از اعضای همراهان ستاره موسیقی جاستین بیشاپ، مرده در سوئیت هتلی که به اسم جاستین ثبت شده بود پیدا می‌شود، شارک متوجه می‌شود که اعضای همراهان تا چه اندازه می‌خواهند پولی به جیب بزنند یا از خود محافظت کنند. |            |                          |               |                        |                   |          |                    |
| ٣۴ | ١٢         | «شریکان جنایتکار»        | دیوید میلر    | ایان بیدرمن            | ۲۷ ژانویه ۲۰۰۸    | 2AMK12   | ١١                 |
| راز های تاریک از سطح گذشته سباستین پس از تیراندازی مرگبار به دوست دیرینه و شریک سابق شرکت حقوقی او مشخص می شود که تلاشی ناموفق برای کشتن سباستین بوده است. |            |                          |               |                        |                   |          |                    |
| ٣۵ | ١٣         | «مبارزه با بار»          | آدام دیویدسون | ایان بیدرمن            | ۲۹ آوریل ۲۰۰۸     | 2AMK13   | ١٠                 |
| سباستین به عنوان بخشی از یک معامله مخفیانه که توسط دفتر دادستان کل ایالت آغاز شده است، پرونده ای علیه یک میلیاردر تشکیل می دهد که می تواند سباستین را از سرپوش گذاشتن بر عمل قتل یک مشتری در سال ١٩٩۶ نجات دهد . |            |                          |               |                        |                   |          |                    |
| ٣۶ | ١۴         | «ترک لاس وگاس»           | پل هولاهان    | کیت ایزنر              | ۶ مه ۲۰۰۸         | 2AMK14   | ١٠                 |
| پس از لغو شدن مراسم قمار در کالیفرنیا، طلسم برد در قمار توسط سباستین در لاس وگاس به زودی به واسطه یک صاحب کازینو و مشتری سابق متقلب که سباستین را متقاعد می کند تا از مجوز قانونی خود در نوادا برای دفاع از او در یک محاکمه قتل استفاده کند، شکسته میشود. |            |                          |               |                        |                   |          |                    |
| ٣٧ | ١۵         | «یک ضربه با تعجب»        | استیون رابمن  | تد همفری               | ۱۳ مه ۲۰۰۸        | 2AMK15   | ١٠                 |
| یک تهیه‌کننده موسیقی متجاوز، مظنون اصلی قتل یک خواننده جوان پس از ترک یک مهمانی در عمارت پلی‌بوی است. با این حال، به زودی انگیزه و مظنون دیگری ظاهر می شود و اقدامات دنی پرونده را به خطر می اندازد. |            |                          |               |                        |                   |          |                    |
| ٣٨ | ١۶         | «جهان وینی 3: کوسه قاتل» | آدام دیویدسون | ایان بیدرمن            | ۲۰ مه ۲۰۰۸        | 2AMK16   | ١٠                 |
| دشمن استارک ، وین کالیسون، با یک ماموریت در ذهن خود از زندان فرار کرده است: انتقام ازاو از طریق هر وسیله ای که لازم باشد از جمله و به خصوص ربودن جولی باید صورت پذیرد . |            |                          |               |                        |                   |          |                    |